# Rafael Baledón
Rafael Baledón Cárdenas (San Francisco de Campeche, Campeche, 25 de noviembre de 1919 - Ciudad de México, 6 de mayo de 1994) fue un actor, director, productor y escritor mexicano.

## Biografía
Nació en San Francisco de Campeche, Campeche. Quiso ser doctor, pero no pudo presentarse al examen profesional por motivos económicos. Entonces se decidió por la actuación. Debutó como actor en el cine a finales de la década de los 30, trabajando como extra. No fue hasta 1942 que tuvo su primer estelar, en la película María Eugenia. Al año siguiente se casó con la actriz Lilia Michel, y permanecieron casados hasta la muerte de Rafael en 1994. Procrearon cinco hijos: Rafael (también actor y director), Leonor, Ana Laura, Lourdes y Lilia. Tuvo ocho nietos.
Fue un destacado actor de la Época de oro del cine mexicano, trabajando en más de 50 películas. También fue un prolífico director, teniendo a su cargo más de 80 películas. Se destacó en teatro y televisión, en este rubro debutó en la telenovela El edificio de enfrente en 1972. Le siguieron telenovelas como Mi primer amor, Soledad, Gabriel y Gabriela, Bianca Vidal, El extraño retorno de Diana Salazar y Mi pequeña Soledad, entre muchas otras.
Rafael falleció el 6 de mayo de 1994 víctima de un ataque al corazón, dejando inconclusa su participación en la telenovela Prisionera de amor, donde interpretaba a Braulio Monasterios. En total, su trayectoria como actor y director abarcó más de 150 películas y telenovelas. [cita requerida]

## Filmografía como actor

### Televisión
- Prisionera de amor (1994).... Braulio Monasterios #1
- Mi pequeña Soledad (1990).... Don Manuel Fernández
- Carrusel (1989).... Don Lorenzo
- El extraño retorno de Diana Salazar (1988).... Ernesto Santelmo
- Chespirito (1987).... (3 episodios)
- Yesenia (1987).... Don Julio
- Ave fénix (1986).... Mauro
- Sí, mi amor (1984).... Capitán O'Hara
- Aprendiendo a vivir (1984)
- Bianca Vidal (1982).... Don Raúl Medina
- Gabriel y Gabriela (1982).... Raúl
- Infamia (1981)
- Soledad (1980).... Don Félix
- Ambición (1980)
- Rosalía (1978).... Roberto
- Mi primer amor (1973).... Vicente
- El edificio de enfrente (1972)

### Cine
- Gavilán o paloma (1985)
- El mexicano feo (1984)
- Una sota y un caballo: Rancho Avándaro (1982)
- Ángela Morante, ¿crimen o suicidio? (1981)
- La sucesión (1980)
- Tetakawi (1980)
- Chicoasén (1980)
- Pasajeros en tránsito (1978)
- La plaza de Puerto Santo (1978)
- El hombre del puente (1976)
- Yo amo, tu amas, nosotros... (1975)
- Aventuras de un caballo blanco y un niño (1974)
- El amor tiene cara de mujer (1973)
- Duelo al atardecer (1973)
- El arte de engañar (1972)
- La fuerza inútil (1972)
- El juez de la soga (1972)
- Uno para la horca (1972)
- La verdadera vocación de Magdalena (1971)
- Su precio... unos dólares (1970)
- Ya somos hombres (1970)
- Estafa de amor (1970)
- Prohibido (1968)
- Tesoro de mentiras (1963)
- Cuando regrese mamá (1961)
- Venganza apache (1960)
- El renegado blanco (1960)
- Los hermanos Diablo (1959)
- El rey de México (1956)
- Sí... mi vida (1953)
- Había una vez un marido (1953)
- Tres hombres en mi vida (1952)
- Sígueme corazón (1952)
- Especialista en señoras (1951)
- Los apuros de mi ahijada (1951)
- Barrio bajo (1950)
- Ritmos del Caribe (1950)
- Una mujer decente (1950)
- Cuando acaba la noche (1950)
- Cuando el alba llegue (Fuego en la carne) (1950)
- Matrimonio y mortaja (1950)
- La gota de sangre (1950)
- Novia a la medida (1949)
- Zorina (1949)
- El ángel caído (1949)
- El casado casa quiere (1948)
- La novia del mar (1948)
- La sin ventura (1948)
- Tabaré (1948)
- La insaciable (1947)
- Nuestros maridos (1946)
- Crimen en la alcoba (1946)
- El pasajero diez mil (1946)
- Amar es vivir (1946)
- El sexo fuerte (1946)
- El amor las vuelve locas (1946)
- Rosalinda (La flor de la costa) (1945)
- La señora de enfrente (1945)
- Un corazón burlado (1945)
- Entre hermanos (1945)
- Las dos huérfanas (1944)
- Así son ellas (1944)
- Diario de una mujer (1944)
- Ojos negros (1943)
- Tormenta en la cumbre (1943)
- No matarás (1943)
- María Eugenia (1943)
- Alejandra (1942)
- Caballería del imperio (1942)
- El conde de Montecristo (1942)
- El rápido de las 9:15 (1941)
- El monje loco  (1940)
- La noche de los mayas (1939)
- El cementerio de las águilas (1939)
- Águila o sol (1938)

## Como director

### Televisión
- Yesenia (1987)
- Ave fénix (1986)
- La llama de tu amor (1979)

### Cine
- Las traigo muertas (1987)
- Naná (1985)
- Secuestro en acapulco(canta chamo)(1983)
- De todas... todas! (1985)
- El más valiente del mundo (1983)
- Chicoasén (1978)
- El hombre del puente (1976)
- Yo amo, tu amas, nosotros... (1975)
- Renuncia por motivos de salud (1975)
- Tiempo y destiempo (1975)
- Aventuras de un caballo blanco y un niño (1974)
- Hijazo de mi vidaza (1972)
- El Premio Nobel del amor (1972)
- Los hijos de Satanás (1971)
- ¡Ahí, madre! (1970)
- La hermanita Dinamita (1970)
- El cuerpazo del delito (1970) (episodio "La rebelde")
- La pequeña señora de Pérez (1970)
- Cazadores de espías (1969)
- El aviso inoportuno (1969)
- Muñecas peligrosas (1969)
- La muñeca perversa (1969)
- Con licencia para matar (1968)
- Los siete proscritos (1968)
- El indomable (1966)
- Esta noche no (1966)
- ¿Qué haremos con papá? (1966)
- El tragabalas (1966)
- El reportero (1966)
- El callejón sin salida (1965)
- Los fantasmas burlones (1965)
- El pecador (1965)
- Diablos en el cielo (1965)
- El amor no es pecado (1965)
- Un hombre en la trampa (1965)
- La loba (1965)
- El bracero del año (1964)
- Ruletero a toda marcha (1964)
- La sombra de los hijos (1964)
- Campeón del barrio (1964)
- Los hermanos Muerte (1964)
- El tigre de Guanajuato (1964)
- A Bullet for Billy the Kid (1963)
- La maldición de la Llorona (1963)
- Mi alma por un amor (1963)
- Museo del horror (1963)
- La sonrisa de los pobres (1963)
- Vivir de sueños (1963)
- El malvado Carabel (1962)
- El caballo blanco (1962)
- Los inocentes (1961)
- Que me maten en tus brazos (1961)
- El pandillero (1961)
- Cuando regrese mamá (1961)
- Tirando a matar (1961)
- Zorro nella valle dei fantasmi (1961)
- Orlak, el infierno de Frankenstein (1960)
- Puños de roca (1960)
- La cigüeña dijo sí (1960)
- Dos gallos en palenque (1960)
- Vivir del cuento (1960)
- Dos corazones y un cielo (1959)
- El hombre y el monstruo (1959)
- Las coronelas (1959)
- El cariñoso (1959)
- Los santos reyes (1959)
- Loa milagros de San Martín de Porres (1959)
- Bajo el cielo de México (1958)
- El jinete solitario (1958)
- El jinete solitario en el valle de los buitres (1958)
- El zorro escarlata en la venganza del ahorcado (1958)
- Los tres vivales (1958)
- Guitarras de medianoche (1958)
- El potro salvaje (1958)
- Los salvajes (1958)
- El secreto de Pancho Villa (1957)
- El pantano de las ánimas (1957)
- Nunca me hagan eso (1957)
- Morir de pie (1957)
- La flecha envenenada (1957)
- El tesoro de Pancho Villa (1957)
- El zorro escarlata (1957)
- Besos prohibidos (1956)
- La sombra vengadora vs. La mano negra (1956)
- El rey de México (1956)
- La sombra vengadora (1956)
- Camino de Guanajuato (1955)
- Una piedra en el zapato (1955)
- Gitana tenías que ser (1953)
- Mi adorada Clementina (1953)
- La isla de mujeres (1953)
- Amor de locura (1953)

## Como productor
- La telaraña (1994) (serie)
- El malvado Carabel (1962)
- Que me maten en tus brazos (1961)
- Orlak, el infierno de Frankenstein (1960)
- El siete de copas (1960)
- Variedades de medianoche (1960)
- Sí... mi vida (1953)
- Había una vez un marido (1953)
- Sígueme corazón (1952)

## Como escritor
- Una sota y un caballo (1982)
- Yo amo, tú amas, nosotros... (1975) (Adaptación)
- Hijazo de mi vidaza (1972) (Historia)
- ¡Ahí, madre! (1970) (Adaptación)
- La hermanita Dinamita (1970) (Guion e historia)
- El cuerpazo del delito (1970) (Adaptación del episodio "La Rebelde")
- Cazadores de espías (1969) (Guion)
- El aviso inoportuno (1969) (Adaptación)
- La muñeca perversa (1969)
- Un callejón sin salida (1965)
- La maldición de la Llorona (1963)
- El malvado Carabel (1962) (Guion)
- El pandillero (1961) (Historia y adaptación)
- El jinete solitario en el valle de los desaparecidos (1960)
- Dos corazones y un cielo (1959)
- Bajo el cielo de México (1958)
- El jinete solitario (1958)
- El jinete solitario en el valle de los buitres (1958)
- La esquina de mi barrio (1957) (Historia)
- Sí... mi vida (1953)
- Había una vez un marido (1953)